# Éric Triton
 (mai 2025).
Il peut être nécessaire de l'améliorer pour respecter le principe de neutralité de point de vue. Veuillez consulter la page de discussion pour plus de détails.

 (mai 2025).
Éric Triton est un chanteur, guitariste et compositeur mauricien.

## Biographie
Éric Triton est un chanteur, guitariste et compositeur mauricien, reconnu comme l’un des pionniers du séga-blues, un genre musical fusionnant le séga traditionnel mauricien avec le blues, le jazz et des influences world music. Artiste autodidacte, il est connu pour son jeu de guitare unique — jouant en gaucher sur une guitare de droitier — et accompagnant ses titres d'une voix puissante,.
Né et élevé à Cité Père Laval, à Port-Louis, Éric Triton découvre la musique dès l’âge de neuf ans, inspiré par les notes de guitare que jouait son père. Bien que ses parents aient initialement désapprouvé sa passion, il persévère, montant sur scène lors d’activités scolaires et développant son talent en autodidacte.
Sa carrière prend un tournant décisif en 1989 lorsqu’il est remarqué par Jacques Higelin, ce qui lui ouvre les portes de la scène internationale. Depuis, il s’est produit dans des villes telles que Paris, Londres, Cape Town et La Réunion, partageant sa musique en créole, français et anglais,.

### Carrière musicale
Éric Triton est l’initiateur du courant séga-blues à Maurice, mêlant habilement séga, blues et jazz pour créer une sonorité unique. Il a assuré la première partie d’artistes internationaux tels qu’Ayo à l’Olympia en 2009 et Yael Naim à Maurice.
En 2012, il fonde le groupe Tritonik, avec lequel il explore de nouvelles dimensions musicales, intégrant des instruments comme le tabla et le cajón. Le groupe a sorti plusieurs albums, dont "Project One" (2012) et "Berlinfluence" (2016),,.
Il explore depuis des fusions musicales profondes et spirituelles. Sa collaboration avec Shakti est l’un de ses projets phares, un album et spectacle collaboratif où il s’associe à des musiciens indiens, mêlant la guitare blues à la musique classique hindoustanie. Le projet célèbre l’unité par la musique, alliant rythmes créoles et sonorités indiennes pour créer un dialogue culturel riche et vibrant,.

### Engagement et distinctions
Artiste engagé, Éric Triton utilise sa musique pour aborder des thèmes sociaux et culturels, prônant l’unité et la réflexion. Le 12 mars 2022, il est élevé au rang de Commander of the Order of the Star and Key of the Indian Ocean (CSK) pour sa contribution à la musique mauricienne .
En parallèle de sa carrière musicale, il a brièvement occupé le poste de conseiller au ministère de l’Énergie en 2019, une expérience qui, bien que controversée, témoigne de son désir de contribuer au développement culturel de l’île,.
Éric Triton continue de se produire, tant à Maurice qu’à l’international.

## Discographie

### Albums
- Blues dan mwa (1999)
- Nation (2004)
- Project One (2012, avec Tritonik)
- Berlinfluence (2016, avec Tritonik)
- So Blues (2018)
- Afroriental Blues (2020)[15]